# Дреа де Матео
Андреа Донна «Дреа» де Маттео (англ. Andrea Donna «Drea» de Matteo; нар.. 19 січня 1972, Нью-Йорк, США) — американська акторка, відома завдяки телевізійним ролям Адріани Ла Серва в «Клані Сопрано», Венді Кейс в «Синах анархії», Джини Тріббіані в «Джої» та Енджі Болен у «Відчайдушних домогосподарках».

## Життєпис
Дреа де Маттео — американка італійського походження, народилася 1972 року в Квінзі, Нью-Йорк в католицькій родині. Її мати, Донна — драматургиня та викладачка драматургії на HB Studio, а батько, Альберт де Маттео — виробник меблів, власник і генеральний директор «Avery Boardman and Carlyle». Зростала в католицькій сім'ї. Провела раннє дитинство в Квінзі, потім з родиною (у неї ще двоє старших братів) переїхала у Верхній Іст-Сайд, район на Мангеттені.
Навчалася у школі імені Ігнатія Лойоли у Верхньому Іст-Сайді у Нью-Йорку. Потім закінчила Школу мистецтв Тіша Нью-Йоркського університету, планувала стати кінорежисеркою. Додатково вивчала акторську майстерність у HB Studio.
Живе в Нью-Йорку, володіла з 1997 по 2004 рік магазином вінтажного рок-н-рольного одягу «Filth Mart» у районі Іст-Віллідж на Мангеттені спільно з найкращим другом та колишнім партнером Майклом Спортсом. Вільно говорить італійською та іспанською мовами.

## Особисте життя
З 2001 по 2013 роки перебувала у фактичному шлюбі з музикантом Шутером Дженнінгсом (нар.. 1979). Вони заручилися 11 червня 2009 року, коли Дженнінгс зробив пропозицію на сцені театру Стенлі під час шоу в Ютіці, Нью-Йорк. Народила доньку Алабаму Джіпсі Роуз Дженнінгс (нар.. 28.11.2007) та сина Вейлона Альберта Дженнінгса (нар.. 07.04.2011). Зрештою вони розірвали стосунки, не одружившись. У липні 2015 року де Маттео заручилася з бас-гітаристом Whitesnake Майклом Девіном.

## Кар'єра
Після невеликої дебютної ролі на екрані в маловідомому незалежному фільмі «Містер чарівність» (Meet Prince Charming) у 1999 році де Маттео брала участь у прослуховуванні для участі в одному епізоді серіалу «Клан Сопрано» на HBO. Вона так вразила продюсерів серіалу, що вони розширили її роль Адріани Ла Серва (подруги Крістофера Молтісанті, протеже Тоні Сопрано) і вона стала постійною в серіалі. Де Маттео отримала нагороду «Еммі» як «Найкраща акторка другого плану в драматичному телесеріалі» за створений нею образ Адріани у 2004 році. Була також номінована в 2005 році на «Золотий глобус» та премію Гільдії кіноакторів США за ту ж роль.
У 2002 році посіла 33-тє місце у списку «102 Найсексуальніші жінки світу» за версією журналу «Stuff». Займала 42-е та 56-е місця у списку «100 найгарячіших жінок» за версією журналу « Maxim» у 2001 та 2002 роках, відповідно.
Покінчивши з образом Адріани в 2004 році, де Маттео того ж року отримала головну роль Джини (сестри Джої) у серіалі «Джої», продовженні популярного ситкому «Друзі». Шоу закрили після двох сезонів. Також з'являлася у фільмі «Пароль «Риба-Меч»» та у фільмі «Напад на 13-ту дільницю», рімейку фільму Джона Карпентера «Наліт на 13-й відділок». Виконала головну роль у фільмі «Наше Різдво» ('R Xmas), за яку отримала багато схвальних відгуків.
У 2009—2010 році акторка була зайнята на зйомках 6-го сезону «Відчайдушних домогосподарок» в ролі Енджі Болен. Покинула «Відчайдушні домогосподарки» у фіналі 6-го сезону в 2010 році з особистих причин.

## Фільмографія
| Рік          |    | Українська назва                    | Оригінальна назва                 | Роль                     |
| ------------ | -- | ----------------------------------- | --------------------------------- | ------------------------ |
| 1996         | ф  |                                     | 'M' Word                          | ім'я персонажки невідоме |
| 1996         | с  | Правосуддя по Свіфту                | Swift Justice                     | Лорі Тако                |
| 1999         | ф  | Містер Чарівність                   | Meet Prince Charming              | Гіларі Герріс            |
| 2000         | ф  |                                     | Sleepwalk                         | Генрієтта                |
| 2001         | ф  | Наше Різдво                         | 'R Xmas                           | дружина                  |
| 2001         | ф  | Пароль «Риба-меч»                   | Swordfish                         | Мелісса                  |
| 2001         | ф  | Все схоплено                        | Made                              | дівчина з клубу          |
| 2002         | ф  | Ідеал                               | The Perfect You                   | Ді                       |
| 2002         | ф  | Дикі біси                           | Deuces Wild                       | Бетсі                    |
| 2003         | ф  | Бікон Гілл                          | Beacon Hill                       | кадетка Ремзі            |
| 2003         | ф  |                                     | Prey for Rock&Roll                | Трейсі                   |
| 2004         | ф  |                                     | Love Rome                         | Анджела                  |
| 2005         | ф  | Напад на 13-ту дільницю             | Assault on Precinct 13            | Айріс Феррі              |
| 2005         | тф | Каллас та Онасіс                    | Callas e Onassis                  | ім'я персонажки невідомо |
| 2006         | мф | Фарс пінгвінів                      | Farce of the Penguins             | Естер                    |
| 2006         | ф  | Walker Payne                        | Walker Payne                      | Лу Енн                   |
| 1999—2006    | с  | Клан Сопрано                        | The Sopranos                      | Адріана Ла Серва         |
| 2004—2006    | с  | Джої                                | Joey                              | Джина Тріббіані          |
| 2007         | ф  | Кохання зі словником                | Broken English                    | Одрі Ендрюс              |
| 2007         | ф  | Добре життя                         | The Good Life                     | Дейна                    |
| 2008         | ф  | Лейк-Сіті                           | Lake City                         | Гоуп                     |
| 2008—2014    | с  | Сини анархії                        | Sons of Anarchy                   | Венді Теллер             |
| 2009         | ф  | Нью-Йорку, я люблю тебе             | New York, I Love You              | Лідія                    |
| 2009         | ф  | Ще раз із почуттям                  | Once More with Feeling            | Лана Грегоріо            |
| 2010         | тф | Факери                              | Fakers                            | мати Таннера             |
| 2009—2010    | с  | Відчайдушні домогосподарки          | Desperate Housewives              | Енджі Болен              |
| 2010         | с  | Приборкання Вайлда                  | Running Wilde                     | Діді                     |
| 2011         | с  | Закон і порядок: Спеціальний корпус | Law & Order: Special Victims Unit | Сандра Робертс           |
| 2012         | с  | Секс і Каліфорнія                   | Californication                   | Голлі                    |
| 2014         | ф  | Темні таємниці                      | Dark Places                       |                          |
| 2015         | с  | Агенти Щ.И.Т.                       | Agents of Shields                 | Карла Гідеон             |
| 2015—2018    | с  | Відтінки синього                    | Shades of Blue                    | Тес Назаріо              |
| 2017         | ф  | Не спи                              | Don't Sleep                       | Джо Марино               |
| 2019         | с  | Мільйон дрібниць                    | A Million Little Things           | Барбара Морган           |
| 2021—дотепер | с  |                                     | Paradise City                     | Мая                      |
| 2022         | ф  | Односторонній                       | One Way                           | Вік                      |